# Muara Niro
Muara Niro is een bestuurslaag in het regentschap Tebo van de provincie Jambi, Indonesië. Muara Niro telt 811 inwoners (volkstelling 2010).